# Dagerotipija
Dagerotipija je predhodnica fotografije. To je bil prvi komercialno uspešen fotografski postopek.
Beseda dagerotipija je sestavljena iz osebnega imena Daguerre + -tipija (iz grškega typos - udar, vtisk, kov, posnetek).
Dagerotipija je fotografiranje na posebno kovinsko ploščo. Imenovana je po francoskem slikarju in fiziku Louisu Daguerreu. Postopek je bil razvit v 1. polovici 19. stoletja. Posnetek - dagerotip - je pozitivna slika na spoliranem premazu srebra na bakreni plošči. 
Postopek izdelave obsega pet tehnoloških operacij:
- oslojevanje - na bakreno ploščo elektrolitsko nanesejo sloj srebra in ga polirajo do visokega leska
- senzibiliziranje - v komori, ki ne prepušča svetlobe ploščo izpostavijo učinkovanju ionizacijskih jodovih par
- osvetljevanje - v primerni kameri senzibilizirano ploščo osvetljujejo do 20 minut.
- razvijanje - pri razvijanju učinkujejo vroče pare živega srebra, ki se sorazmerno z osvetlitvijo spaja s srebrom na plošči in ustvarja svetle lise
- fiksiranje - spiranje s šibko raztopino kuhinjske soli, s spiranjem dobi slika obstojnost

Sliko na dagerotipu tvori mlečna usedlina živosrebrne spojine v svetlih delih in razkrito srebro črne barve v temnih delih. Nastala slika je ena sama in je ni mogoče razmnoževati.
Med prvimi, ki so ustvarjali slike v dagerotipiji je bil tudi slovenski slikar Primož Škof.